# Gligorești, Cluj

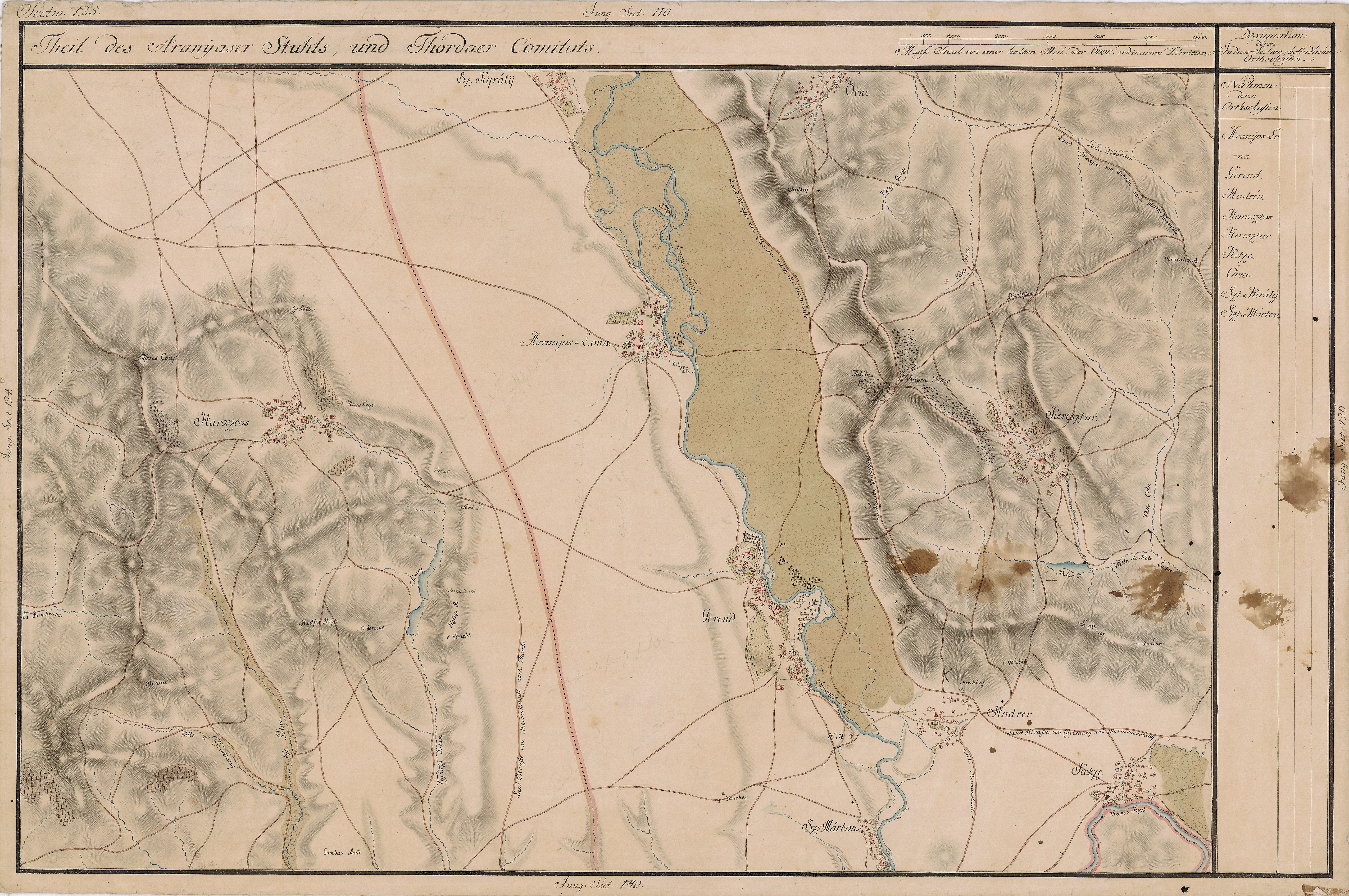
Gligoreşti pe Harta Iosefină a Transilvaniei, 1769-1773 (Sectio 125)

Gligorești, mai demult Sămărtinu Sărat sau Sânmartinul-Sărat, (în maghiară Sószentmárton, alternativ Gerendszentmárton, colocvial Szentmárton, în germană Martinsdorf) este un sat în comuna Luna din județul Cluj, Transilvania, România.

## Istoric
Așezare rurală daco-romană, care suprapune așezări din neolitic, epoca bronzului și epoca hallstattiană.
Următoarele obiective au fost înscrise pe Lista monumentelor istorice din județul Cluj, elaborată de Ministerul Culturii din România în anul 2015:
- Situl arheologic din punctul “La Holoane”.
- Siturile arheologice din punctele “După Sat” și “Furnicar” (epoca romană).

În Evul Mediu sat maghiar, aparținând domeniului latifundiar al familiei nobiliare din localitatea învecinată Luncani.  
Din secolul al XV-lea populat cu români.
În anul 1598 devastat și distrus, apoi refăcut.
Pe Harta Iosefină a Transilvaniei din 1769-1773 (Sectio 125), localitatea apare sub numele de „Sz. Márton”. Între satul Sz. Márton (Gligorești) și satul învecinat Gerend (Luncani) pe hartă sunt marcate de două ori prin "Gericht" și de trei ori prin semnul π trei locuri publice de pedepsire a delicvenților în perioada medievală.

## Lăcașuri de cult
- Biserica ortodoxă
- Biserica ortodoxă Sf.Dumitru
- Biserica de lemn din Gligorești (demolată)

## Galerie de imagini

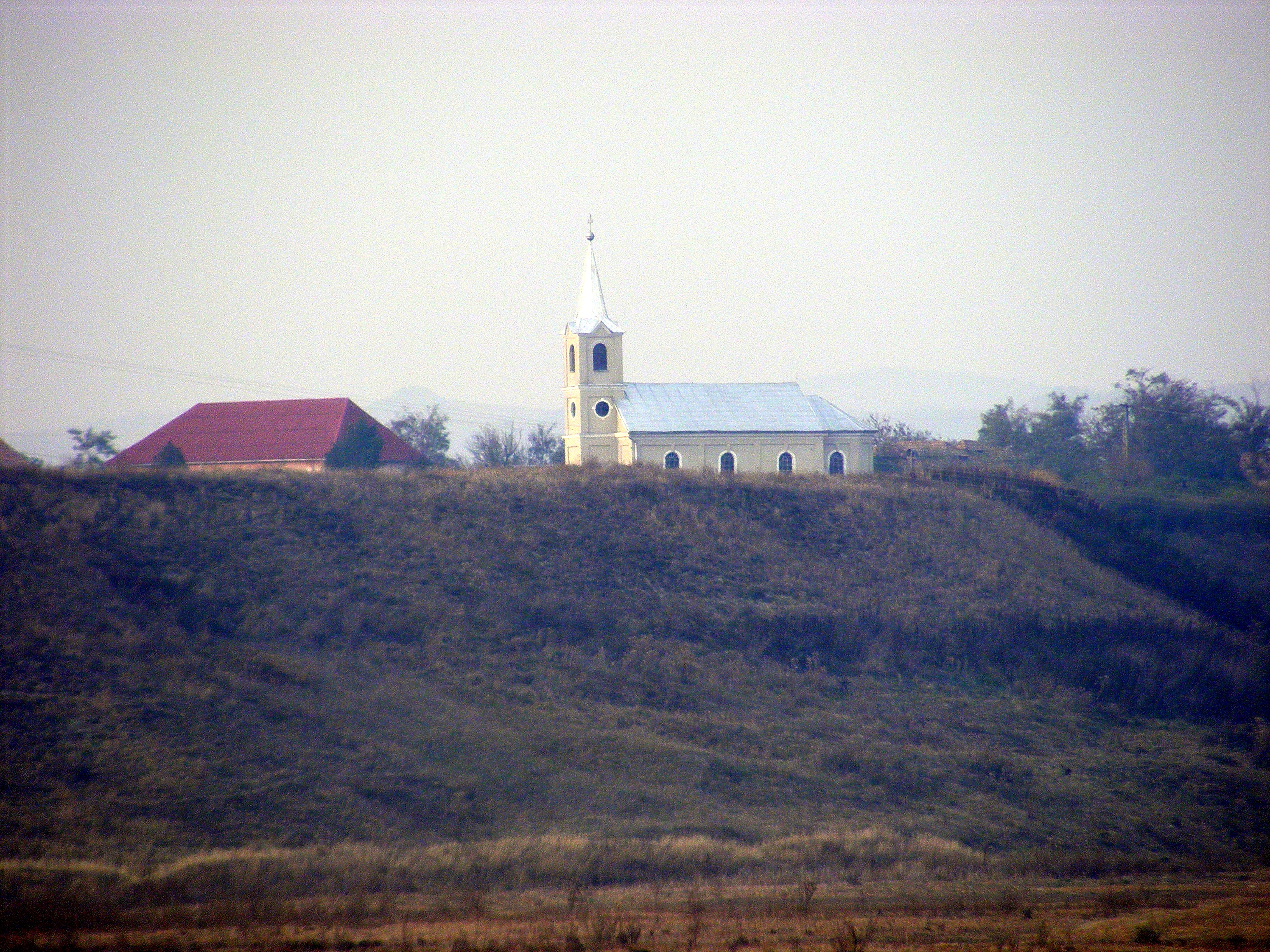
Gligoreşti
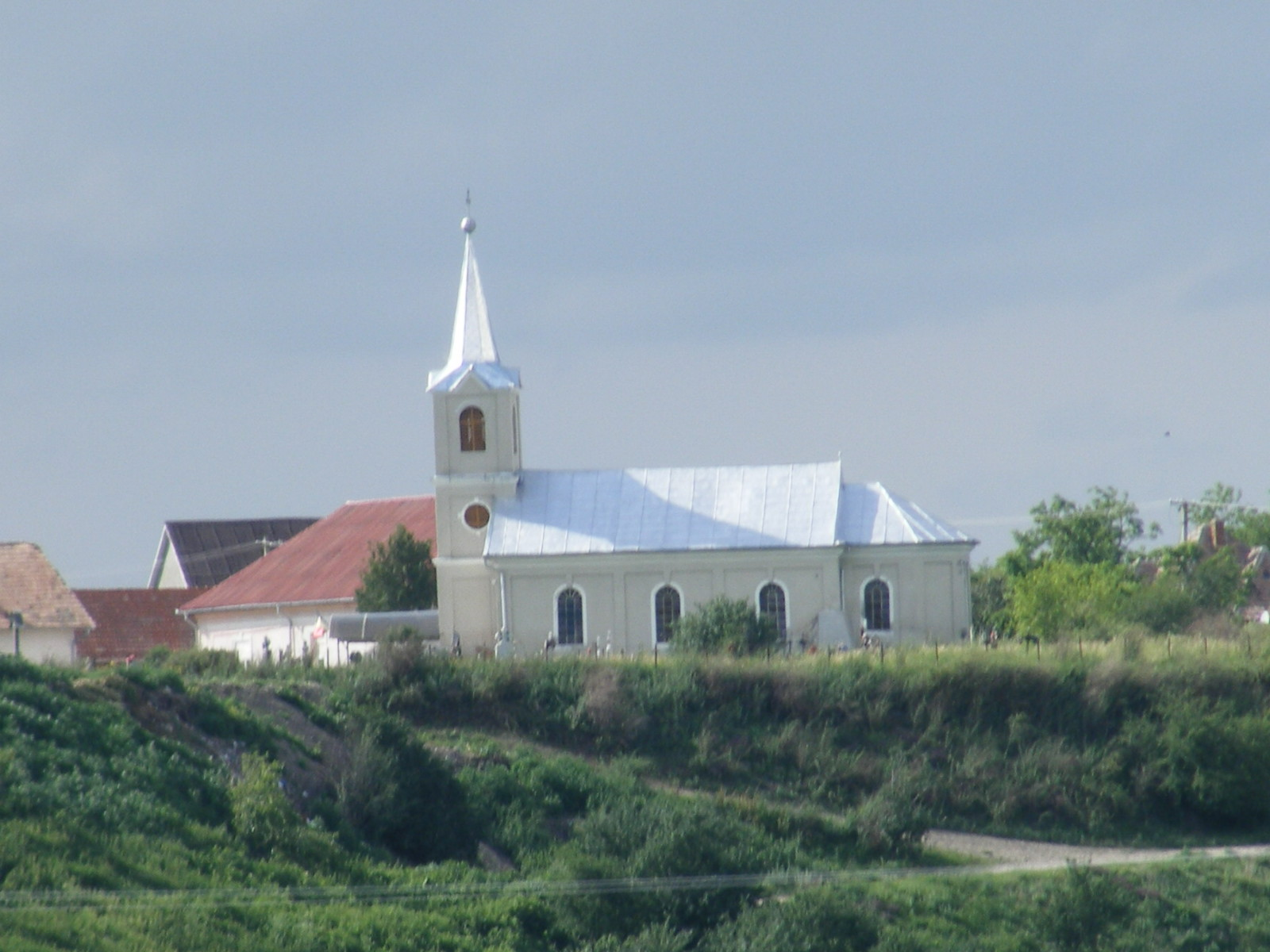
Gligoreşti
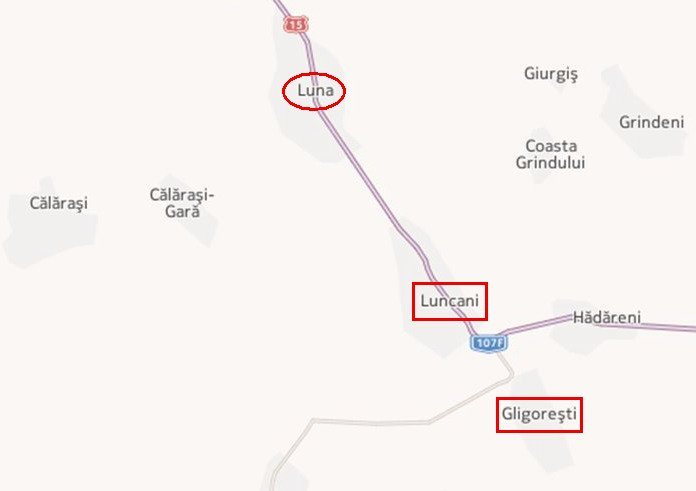
Harta comunei Luna (jud. Cluj) şi a satele componente